# Ljubavni slučaj ili tragedija službenice P.T.T.
Ljubavni slučaj ili tragedija službenice P.T.T. (en serbocroat, Afer amorós, o la tragèdia d'una empleada de telèfons) és una pel·lícula iugoslava del 1967 dirigida per Dušan Makavejev. Fou presentada a la Setmana de la Crítica del 20è Festival Internacional de Cinema de Canes.

## Argument
La pel·lícula comença amb un sexòleg al seu despatx, parlant de la història del sexe.
Izabela (Eva Ras), una operadora de la centraleta d'ètnia hongaresa, coneix i s'enamora d'un inspector de sanejament musulmà del Sandžak anomenat Ahmed (Slobodan Aligrudić), que aviat es muda al seu apartament i té una banyera instal·lada. Aleshores, la pel·lícula es basa en una investigació policial sobre la mort d'una jove per ofegament. Ahmed marxa de negocis durant un mes. Durant la seva absència, Izabela cedeix finalment a un carter persistentment amorós.
Quan Ahmed torna, troba l'Izabela diferent, menys amorosa. (Ha descobert que està embarassada.) Ell s'emborratxa molt, i quan Isabella el persegueix per evitar-ho, ell amenaça de suïcidar-se llançant-se a una tina d'aigua subterrània. Tanmateix, l'Ahmed acaba empenyent accidentalment a Izabela, matant-la. S'amaga, però és detingut per la policia per assassinat. La pel·lícula conclou amb una escena d'Ahmed i Izabela baixant per una escala.

## Repartiment
- Eva Ras - Izabela
- Slobodan Aligrudić - Ahmed
- Ružica Sokić - Ruža
- Miodrag Andrić - Mića

## Producció
És el segon llargmetratge de Dušan Makavejev i, com el primer (Čovek nije tica), va ser una pel·lícula amb un pressupost molt baix.
El rodatge de la pel·lícula es va dur a terme en gran part en secret, sense aprovació oficial, fins i tot en sales buides al soterrani dels estudis Avala Film a Belgrad, i sempre que Makavejev i el seu equip van aconseguir fer-se amb la pel·lícula.

## Crítiques
El crític Enrique Seknadje destaca l'escena en què l'heroïna es nega a sotmetre's al seu amant, desitja viure un amor lliure, i escriu: 
| « | "El centre temàtic de Ljubavni slučaj ili tragedija službenice P.T.T. ens sembla ser una crítica de la Institució de la família i del matrimoni, la recerca d'una via a través del qual l'home pugui esperar suprimir allò que li és perjudicial i reformar-se, eradicar la "plaga emocional" que pot podrir la seva existència, utilitzar un expressió de Wilhelm Reich, un psicoanalista compromès que va significar tant per a Makavejev. Recordem, per a l'ocasió, un extracte de la cançó revolucionària escoltada a la pel·lícula. El text va ser escrit l'any 1918 per Vladimir Maiakovski, i musicat per Hanns Eisler... "Ja n'hi ha prou de viure segons la llei donada per Adam i Eva. Els conduïrem al botxí de la història". | » |